# Île aux Fouquets
Île aux Fouquets är en ö i Mauritius.   Den ligger i distriktet Grand Port, i den södra delen av landet, 40 km sydost om huvudstaden Port Louis.